# Iquitos en la cultura popular

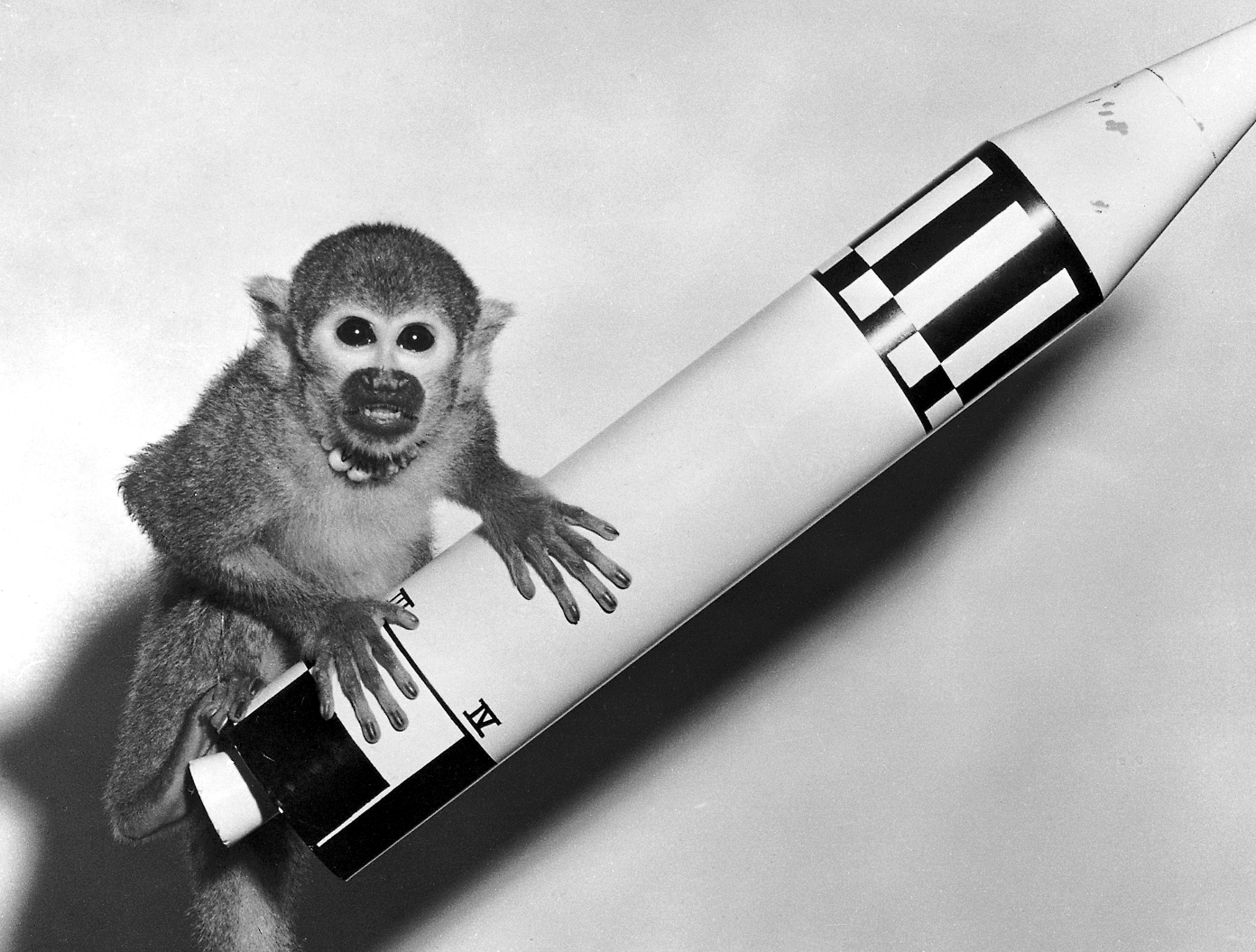
Miss Baker nació en Iquitos y se convirtió en el primer animal en ser lanzado al espacio.

La ciudad peruana de Iquitos ha sido mencionada popularmente en otras partes del mundo directa e indirectamente, tanto que un perfume para hombres es llamado Iquitos el cual fue lanzado por el actor francés Alain Delon en 1987. La imagen internacional de Iquitos, de cierta forma, trasciende ciertos imaginarios mundiales generado por el turismo permanente y las coberturas de investigación vinculados a ella.

## Historia
El primer acontecimiento popular que la menciona está relacionado con Miss Baker (1957-1984) una famosa mona ardilla que nació en Iquitos y fue llevada a Pensacola, Florida y se convirtió en el primer animal en ser lanzado al espacio en 1959. En ese entonces, la misión espacial de Miss Baker significó el primer retorno de un ser vivo a la Tierra sin ningún peligro, y se convirtió en una celebridad internacional y fue incluida en la revista Life.
En la industria de la moda, ha servido como inspiración en el diseño de modas. La arquitectura histórico de la ciudad y su energía fueron representados en colores y patrones. Los diseños fueron presentados en la Semana de la Moda de Nueva York, Ciudad de Nueva York por Sergio Dávila, el 9 de septiembre de 2012. Dávila recordó la influencia el establecimiento europeo y dijo: «Mi inspiración surgió de una visita a Iquitos, una ciudad bellísima, de sus casas estilo europeo, llenas de azulejos, con un bulevar que mira al Amazonas, donde se pueden ver los delfines rosados».
También ha sido mencionada en diferentes medios de comunicación internacionales. En el episodio «0-8-4» de la primera temporada de la serie Marvel's Agents of S.H.I.E.L.D., Iquitos es mencionado como resguardo para S.H.I.E.L.D. después de huir de un ataque rebelde, pero se niegan aterrizar en la ciudad debido a que llevan un peligroso objeto. En la segunda entrega «Lost Secret of the Rainforest» de EcoQuest lanzado en 1993, la ciudad tiene un rol protagónico y alberga el Ecology Emergency Network. En el videojuego, Iquitos es retratada como un incipiente y rústico pueblo comercial. Aparece en el episodio nueve de la serie televisiva Full Circle with Michael Palin producida por la BBC y protagonizada por Michael Palin. Palin describe a la ciudad como «sorpresivamente elegante» por sus edificios de «gusto del Viejo Mundo». Además, es el principal enfoque en el documental Iquitos: Portrait Of A Jungle City producida por Paul Yule.
También es representada en el videojuego Syphon Filter: Dark Mirror publicado en 2006 por Sony Computer Entertainment. En el argumento, la ciudad alberga los laboratorios botánicos KemSynth. La representación de Iquitos en el videojuego es más rústico, casi similar a la época del caucho, y apocalíptico. Es incluida en otro videojuego, del tipo de simulación Pocket Planes por tener un aeropuerto de Clase 1.

## Visitas notables

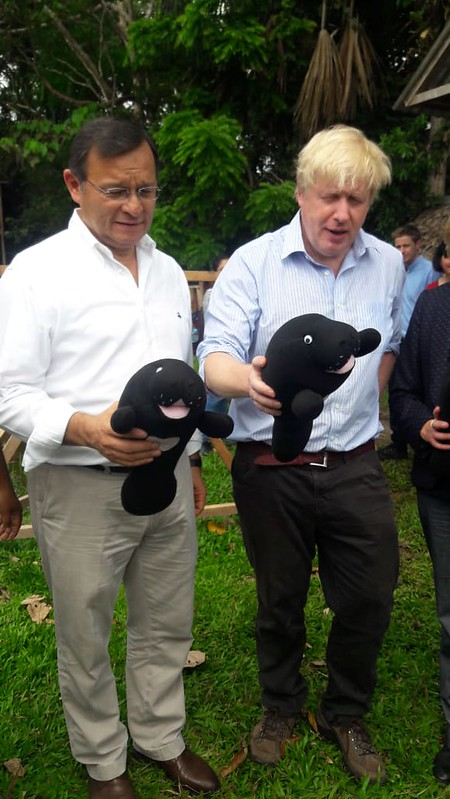
El entonces ministro de Relaciones Exteriores Néstor Popolizio junto al entonces ministro de Relaciones Exteriores británico Boris Johnson, que en 2019 se volvió primer ministro del Reino Unido, en una sede del Instituto de Investigaciones de la Amazonía Peruana a las afueras de la ciudad durante 2018.

Ernesto Guevara y Alberto Granado pasaron por Iquitos en su recorrido por Latinoamérica en donde visitaron un leprosario en San Pablo. Este suceso es incluido en las memorias Diarios de motocicletas escrita por Guevara, y es representada en la adaptación cinematográfica homónima por Walter Salles.
La visita de Juan Pablo II a la ciudad ha sido etiquetada como «uno de los momentos más emotivos» del primer viaje que hizo al Perú en 1985. El evento ocurrió el 5 de febrero de 1985 en el Aeropuerto Internacional de Iquitos en donde pronunció la célebre frase «Quiero deciros también que el Papa se siente charapa» ante una inmensa multitud que cantaba «¡Que viva el Papa que también es charapa! ¡Quédate con nosotros, quédate con nosotros, quédate con nosotros...»
Mick Jagger, el vocalista de The Rolling Stones, visitó la ciudad como parte de la filmación del clásico filme Fitzcarraldo. Debido a retrasos en el rodaje por la disentería de Jason Robards, tuvo que abandonar la filmación para cumplir conciertos programados del Rolling Stones American Tour 1981. A causa de ello, sus escenas fueron suprimidas de la versión final del filme. Se cuenta que durante su estadía en Iquitos, Jagger estuvo con la gente local en la populosa zona de Barrio de Belén, llegándo a emborracharse con cachaza junto a los locales. Una escena no incluida en la película muestra a Jagger como Wilbur, junto a Klaus Kinski (Fitzcarraldo), vendiendo raspadillos en Belén rodeado por un montón de niños, y otra donde tocan la campana en la torrecilla de la Catedral de Iquitos.
El actor Harrison Ford de la película Indiana Jones, arribó a Iquitos en un avión privado al Aeropuerto Internacional Coronel FAP Francisco Secada Vignetta, desde donde partió en un hidroavión a internarse en algún albergue de la ciudad de Nauta y tomar un crucero exclusivo, para recorrer los ríos y poblados de la amazonía. (El actor llegó a la selva peruana para hacer turismo, aunque no se descarta que también su presencia es para evaluar futuras locaciones de producciones cinematográficas).
La actriz y cantante estadounidense Jennifer Lopez llegó a Iquitos y trabajo junto a los actores Owen Wilson e Ice Cube para el rodaje de Anaconda.
El actor austriaco-estadounidense Arnold Schwarzenegger y el estadounidense Kevin Peter Hall filmaron Depredador en las selvas inundables loretanas a las afueras de la ciudad.
Hunter «Patch» Adams, inventor de la risoterapia con fines médicos y terapéuticos, así como responsable de la inclusión de esta en la medicina moderna, junto a miembros del Instituto Gesundheit! han estado en Iquitos en reiteradas oportunidades, especialmente con ocasión del Festival de Belén.
La Princesa Ana del Reino Unido, hija única de la Reina Isabel II del Reino Unido y presidenta del fondo Save the Children, como parte de una visita oficial que realizó al Perú, viajó a Iquitos el 8 de julio de 2007 donde visitó a un hogar para niños abandonados que apoya la organización de caridad británica Vine Trust y dos barcos médicos de la Marina Real Británica operados por el proyecto Amazon Hope que brinda atención médica a los pobladores de la zona.
En el 2007, Catalina de Cambridge, novia del príncipe Guillermo de Gales concursó junto a su equipo Sisterhood Challenge en los 212 km (132 mi) de la Carrera Internacional de Balsas del 21 al 23 de septiembre. Su participación no fue acreditado públicamente por motivos organizacionales que podía haber arruinado las posibilidades de ir al concurso.
En el 2016, Cindy Crawford actriz estadounidense, visitó junto con su esposo Rande Gerber y sus hijos visitaron la ciudad para irse en una ventura expedicionaria al río Amazonas.
En junio de 2017, el dj sueco Avicii y la actriz estadounidense de ascendencia peruana Isabela Moner visitaron la ciudad, ambos por separado y en diferentes fechas; el primero por motivos de vacaciones y la segunda como parte de una actividad de Unicef.
En septiembre de 2017, la princesa Ana del Reino Unido nuevamente visitó la ciudad para dirigirse al distrito de Las Amazonas (dentro de la misma provincia de Maynas) para participar en la ceremonia de inauguración de la embarcación médica Forth Hope.
En noviembre de 2018, el actor estadounidense Zac Efron llegó a la ciudad sin previo aviso, dentro del marco de una filmación de un documental en la amazonia peruana referente a la biopiratería, su estadía fue breve para luego partir a Costa Rica.